# Nico Bakker
Albertus Nicolaas Johannes Bakker (Amsterdam, 3 januari 1936 - Meppel, 21 november 1969) was een Nederlands kunstschilder en graficus. Bakker studeerde aan de Rijksakademie van beeldende kunsten te Amsterdam en was onder andere leerling van Otto de Kat en Gé Röling. Hij werd later ook docent aan dezelfde kunstopleiding en was op zijn beurt een leraar van Joost Barbiers.
Bakker was werkzaam in Amsterdam en Nieuwkoop en won in 1961 de eerste prijs van de Prix de Rome onder het vakgebied vrije schilderkunst. Daarna werkte hij een jaar in Zwitserland, o.a. met professor Clénin, waar hij een bijzondere collectie gouaches vervaardigde. Dezelfde techniek paste hij toe in schilderijen van IJmuiden, Amsterdam en later Nieuwkoop. In opdracht voor de topografische atlas van Amsterdam maakte Nico Bakker een serie gouaches van Amsterdam en voor Rijkswaterstaat en andere opdrachtgevers grafisch werk van de Deltawerken.
Nico Bakker overleed op 33-jarige leeftijd in 1969 als gevolg van een (auto)ongeval. Het brak de carrière van de jonge talentvolle kunstenaar in de knop maar zijn werk dat gekenmerkt wordt door een sterke waarneming, een krachtige stijl en een persoonlijk coloriet heeft een onuitwisbare indruk achtergelaten.